# 中部ジャワ州知事一覧
本項では、中部ジャワ州知事（Gubernur Jawa Tengah）を一覧する。中部ジャワ州知事は、中部ジャワ州の首長である。 最初の州知事はスロソで1945年8月18日就任。最も直近に選出された州知事はアフマド・ルトフィで2025年2月20日就任。最も長い期間務めた州知事はガンジャル・プラノウォで、2013年8月23日から2023年9月5日まで約10年間務めた。最も短い期間務めた州知事はシャリフディンで、2018年8月23日から9月5日までの僅か13日務めた。

## 州知事一覧
大インドネシア統一党
  インドネシア国民党
  ゴルカル
  開発統一党
  闘争民主党
  グリンドラ党
  無所属
| 職名 | 氏名                           | 画像 | 出身等                       | 任期                                                                                | 副知事 |
| ---- | ------------------------------ | ---- | ---------------------------- | ----------------------------------------------------------------------------------- | --- |
| 1    | スロソ                         |      | 無所属                       | 1945年8月18日 ‐ 1945年10月12日                                                      | 空席 |
| 2    | ウォンソネゴロ                 |      | 大インドネシア統一党         | 1945年10月13日 ‐ 1949年8月4日                                                       | 空席 |
| 3    | ラデン・ブディヨノ             |      | インドネシア国民党           | 1949年8月4日 ‐ 1954年7月8日                                                         | 空席 |
| 4    | マングネガラ                   |      | インドネシア国民党           | 1954年7月8日 ‐ 1958年11月29日                                                       | 空席 |
| 5    | スカルジ・マングンクスモ       |      | インドネシア国民党           | 1958年11月29日 ‐ 1959年1月4日                                                       | 空席 |
| 6    | ハディスベノ・ソスロウェルドヨ |      | インドネシア国民党           | 1959年1月4日 ‐ 1960年1月15日                                                        | 空席 |
| 7    | モフタル                       |      | インドネシア国民党           | 1960年1月15日 ‐ 1966年5月5日                                                        | スヨノ・アトモ |
| 8    | ムナディ                       |      | ゴルカル                     | 1966年5月5日 ‐ 1974年12月28日                                                       | 空席 |
| —9   | スパルジョ・ルスタム           |      | ゴルカル                     | 1974年12月28日 ‐ 1975年6月2日1975年6月2日 ‐ 1980年6月2日1980年6月2日 ‐ 1983年6月5日 | 不明 |
| 10   | ムハマッド・イスマイル         |      | ゴルカル                     | 1983年6月5日 ‐ 1988年1988年 ‐ 1993年8月24日                                         | スパルト・チトロディハルジョスナルテジョ                                                                              |
| 11   | スワルディ                     |      | ゴルカル                     | 1993年8月24日 ‐ 1998年8月24日                                                       | ススモノ・マルトシスウォヨ ハルトノ ジョコ・スダントコ                                                                |
| 12   | マルディヤント                 |      | インドネシア共和国国軍無所属 | 1998年8月24日 ‐ 2003年8月24日2003年8月24日 ‐ 2007年8月29日                          | ススモノ・マルトシスウォヨ ハルトノ ジョコ・スダントコアフマド・ジョコ・スダントコ ムルヤディ・ウィドドアリ・ムフィズ |
| —13  | アリ・ムフィズ                 |      | 開発統一党                   | 2007年8月29日 ‐ 2007年9月28日2007年9月28日 ‐ 2008年8月23日                          | 空席 |
| 14   | ビビット・ワルヨ               |      | 闘争民主党                   | 2008年8月23日 ‐ 2013年8月23日                                                       | ルストリニンシ |
| 15   | ガンジャル・プラノウォ         |      | 闘争民主党                   | 2013年8月23日 ‐ 2018年8月23日                                                       | ヘル・スジャトモコ |
| —    | シャリフディン                 |      | 無所属                       | 2018年8月23日 ‐ 2018年9月5日                                                        | 空席 |
| (15) | ガンジャル・プラノウォ         |      | 闘争民主党                   | 2018年9月5日 ‐ 2023年9月5日                                                         | タジ・ヤシン・マイムン                                                                                                |
| —    | ナナ・スジャナ                 |      | 無所属                       | 2023年9月5日 ‐ 2025年2月20日                                                        | 空席 |
| 16   | アフマド・ルトフィ             |      | グリンドラ党                 | 2025年2月20日 ‐                                                                     | タジ・ヤシン・マイムン                                                                                                |